# David Wheeler (informaticien)
Pour les articles homonymes, voir David Wheeler.
David John Wheeler, né le 9 février 1927 à Birmingham et mort le 13 décembre 2004 à Cambridge, est un informaticien britannique qui contribue à l'élaboration du EDSAC, du langage assembleur et de la transformée de Burrows-Wheeler.
Il est le titulaire du premier doctorat de l'histoire de l'informatique.

## Citations
« Tout problème en informatique peut être résolu grâce à un niveau d'indirection supplémentaire. »

« Être compatible signifie reproduire délibérément les erreurs des autres. »